# 鈦星人
鈦星人是戰棋遊戲《戰鎚40000》的其中一個虛構外星種族，這種外星人是人型的，有著灰色的皮膚。他們建立了一個雖然小但是科技發達的鈦星帝國（T'au Empire）。鈦星人把國民分成四大種姓階層，分別是土、風、火、水，四階層平等並且由乙太階層統治，所有國民都為了「上上善道」（The Greater Good）而努力。鈦星人在2001年10月加入《戰鎚40000》的世界。

## 歷史
在《戰鎚40000》的世界裡，人類帝國第一次接觸到鈦星人這個種族是在第35個千年，一艘探索船艦抵達了位於銀河東部，後來被鈦星人稱為鈦（T'au）的母星。這是一顆乾燥的行星，只有少部份地區水草豐美。那時，鈦星人只是懂得用火、製造原始武器的原住民，居住在熱帶草原，他們被認為毫無威脅性。鈦星被列入例行的淨化和殖民名單中，但是在殖民船艦抵達以前，一場惡劣的亞空間風暴阻絕了這一帶對外的聯繫。開往鈦星的殖民船艦隊全部都被摧毀了，帝國也喪失了對這個星球的興趣。
之後，鈦星人逐漸地演化，並擴散到行星的各處。他們發展科技的速度不尋常地快，第一個建立社會群體的鈦星部落不久就能建造堡壘和生產簡單的黑火藥武器。之後爆發了大規模的部落戰爭，每個部落展開了對立。戰爭持續多年，許多鈦星人戰死，瘟疫也隨之流行。
在第37個千年末鈦星人開始觀察到一些奇怪的徵兆。隨後在一場血腥的圍城戰役中，兩個獨特的鈦星人各自出現在兩軍陣地裡。他們說話輕柔而且帶著無可否定的權威，他們分別會見了兩軍領導，並說服他們停止戰爭。在當天的一場宴會中，這兩個自稱為乙太（Ethereal，鈦星語：Aun）的鈦星人述說「上上善道」（The Greater Good，鈦星語是Tau'va）的好處，結束了兩個部落的對立。這處發生的現象只是一個開始，更多的乙太出現在各處，傳遞和平與上上善道的訊息。整個星球的戰爭停止了，享有和平的鈦星人得到了前所未有的繁榮情景。在平原的戰士部落也接受乙太以後，鈦星人正式地劃分為四大種姓階層：建築工與藝術家是土姓（Earth Caste，鈦星語：Fio）、商人是水姓（Water Caste，鈦星語：Por）、信使與斥候是風姓（Air Caste，鈦星語：Kor）、平原的戰士們是火姓（Fire Caste，鈦星語：Shas），帶來和平的乙太階層受到這四個階層一致的愛戴，他們也是統治鈦星人的階層。
在接下來的千年裡，科學發現、文化以及哲學有了極大的進步，四大階層因為信仰上上善道而緊密地結合。四大階層各盡其才，把第一枚火箭射入太空。鈦星人進入了宇宙時代。而風階層在太空探索扮演了吃重的角色。他們開始探索鄰近的星域，殖民幾乎所有到的了的月球、行星和小行星。鈦星人接觸到了許多種外星人，不少較不先進的外星人被整合到他們的國家裡。在一次亞空間裂縫的成功航行以後，乙太和風階層試著改良這個航行技術，但是因為缺乏領航員基因的專門化變種，他們的船艦只能輕跳入亞空間，滑過亞空間（Immaterium）的邊緣，進行相對短程的移動。由於鈦星帝國仍然很小，這並不成什麼問題也避免了亞空間旅行的許多必然風險。
很快地，鈦星帝國（T'au Empire）就橫跨了三百光年的宇宙，統治八個人口稠密的行星系。如此迅速的擴張使得與人類帝國接觸只是時間早晚的問題，第一次接觸是一艘闖入遠東星域（Ultima Segmentum）的鈦星船艦，該船艦沒有在檢查點停下而遭到帝國海軍擊毀。之後的接觸和平了些，行商浪人（Rogue Traders）和其他探索東部邊界的商人接觸了鈦星人，水階級和帝國的邊境行星達成了幾項交換物資和科技的貿易協定，並開始宣揚他們的上上善道。警覺到外星人的帝國總管庭（Administratum）大約在一個世紀以後發動了達摩克里斯遠征（Damocles Crusade），幾個外圍的殖民地受到摧毀，遠征軍深入了鈦星帝國，但是在地面戰鬥上僵持不下。最後，部份出於勝算渺茫，也因為要防範即將襲來的泰倫蟲族艦隊貝希摩斯（Behemoth），遠征軍和水階級成員簽署了停戰協議而撤離。鈦星帝國因此可以繼續存在、擴展勢力。現在的鈦星帝國包含了超過二十個發展完全的行星系，雖然只佔有銀河的一小部份，不過分佈上是相當稠密的。最有智慧的乙太們在鈦星上組成一個議會統治鈦星帝國，並各階層的成員擔任顧問。所有的敕令都由鈦星發出，這裡不只是帝國政治上的中心，也是精神上的中心。

## 社會與文化
鈦星人分為火、水、風、土四個種姓階層，每個階層的鈦星人都是鈦族的一個子種族，於此鈦星人的生理形態與他們的社會形態緊密相連。這最初是生物適應性和進化的結果。這種進化是為了適應每一個原型種族存在的自然環境。跨階層間的通婚被乙太（遊戲中的統治階級）禁止。
鈦星人的社會形態以「上上善道」為中心；一種一元化哲學，與功利主義類似。在這種意識形態下，鈦星人的個人犧牲往往是為了整個種族的利益。就是在這種哲學之下誕生了鈦星人的唯一座右銘：「為了上上善道！」各基層，雖然分工和組織不同，但他們都為了全體鈦星人的利益而工作：土族進行生產勞動，水族負責溝通和分配，風族將鈦帝國的各個世界聯繫在一起，火族則扮演了種族保衛者的角色。鈦星人的外部形象是無私的和理想主義的，信奉所有一切都是為了「上上善道」。
「上上善道」的理念同時被其他種族信奉，而且鈦星人邀請任何與其建立聯繫的其他種族融入鈦星人的社會並且接受乙太導師的引導，和其他《戰鎚40000》的種族或國家，好比人類帝國比起來，鈦星人對於外星族裔有很大的包容力。選擇與鈦星人合作的種族和族群得益於相互的保護、貿易，以及獲得鈦星人的技術，但相對也得面對「上上善道」的文化侵略。這些與鈦星人合作的種族包含了一些人類、克魯特星人（Kroot）、胡蜂人（Vespid）、Demiurg、Galg、Nicassar、Tarellian、各種傭兵等異星人。
儘管接受了其他的種族，鈦星人仍然相信自己的行事方法比任何其他的種族高明，並且沉浸在極端的信心中，認為統一眾星是他們的命運所在。他們更加傾向於和平的吸納那些與已經皈依於上上善道的種族及有相似品質的種族。

### 鈦星語
鈦星人的語言是一個複雜的、高度進化的交流形式。從語音上來說，它充滿了深深的詩意和柔情，並有許多基於語調、發聲重音甚至肢體語言的詞彙和含義。它對多音節詞組的多重組合排列對人類聲帶來說發音極其困難。

### 姓名與階級
鈦星人間有很多種確認身份的方法。對於鈦星人來說，名字中最重要的部分就是它們出生的種族，這個族姓構成他們身份的第一個部分。總括來說， 鈦星人分為四個主要的族姓，分別代表了四種元素：火（shas）、水（por）、土（fio）、風（kor），還有一個統治階層的族姓：乙太（Aun）。鈦星語中意為「昆蟲」或者「像昆蟲一樣的」的詞彙似乎是「Mal」，那麼「蜘蛛」就是「Mal'caor」，與鈦星稱呼他們的Vespid聯盟的風族的名字「Mal'Kor」有關。
一個鈦星人的種姓確定之後，名字的第二部分代表了在社會中的等級。對任何的等級和職業都沒有歧視，鈦星人是一個相當罕見的文明。每一個鈦星族人在社會中都有他或她的職位，無論他們的工作是多麼的卑微，他們都備受同胞的尊重。每一個角色都是偉大整體的一部分，都是共同利益的一個促進因素。鈦星人主要有5個等級，作為族姓後綴，都具有微妙的互不相同的含義。以下等級，按照資歷大小升序排列：（以下是火族的等級排列，包括了最高的等級，相當於皇帝的地位）
- 'Saal = 新兵
- 'La = 戰士（火戰士自稱「Shas'La」）
- 'Ui = 老兵
- 'Vre = 英雄
- 'El = 騎士或貴族
- 'O = 指揮官（鈦星指揮官自稱「Shas'O」即火焰指揮官）

對於建築，也有類似的稱呼。比如，Aun'bork'an'retha，就是乙太（Aun）的神殿，Run'al則為靜態觀察站。

## 生理學
鈦星人在外形上具有人類的特點，有兩隻手臂，兩隻類似偶蹄的腳，兩隻四指的手（三根手指一根拇指），還有一顆頭顱。他們的皮膚是灰藍色（儘管這一點可能在世界間由於色素沉澱不同而不同），肌理粗糙，如皮革般堅韌，而且幾乎不滲出水分。他們的臉是扁平的，眼睛周圍較寬，有一條字母「I」形狀的裂口存在於前額的中間，人類長鼻子的地方。鈦星人的視力推定比人類的稍好，因為他們的視力能夠接受的光譜波長稍微延伸進了紫外線和紅外線的波長範圍之內。這種明顯的優勢是對缺乏瞳孔縮放能力的的彌補。這種生理構造造成了（相對於人類）稍微低一些的對於景深的感知和稍微緩慢的視力聚焦反映，也就是說，如果在看遠景的過程中突然看近景，瞳孔的聚焦速度會比人類較慢，平均來說，鈦星人比人類身材矮，體格弱，儘管這些在鈦星人的階層中也有所區別。
只有兩位女性的鈦星人曾經被圖畫描述過。第一個是「影陽司令」（Commander Shadowsun），她的面孔看上去比男性的鈦星人更像人類；更平整更圓滑，眼睛更大，一個類似於鼻子的面目特徵，還有一條字母「Y」形的面部裂縫。然而，影陽的形象是否代表了所有的女性鈦族人就不得而知了。第二個是一個被帝國解剖的鈦星人，帶有男性鈦星人的面部特徵。
演化過程中的鈦星人因為生活環境的不同而在體格上出現了若干顯著的差異(這在日後進一步發展出了鈦星人的各個種性階級)，譬如火階級擁有較結實的體格，水階級體格修長擅長水下活動，空階級腹側有可供滑翔的薄膜等。但鈦星人階級中最為難解的仍是乙太階級普遍而難以抗拒的說服力，人類帝國的研究者相信，乙太階級的某種生理或精神能力在凝聚鈦星人上的效力較他們宣揚的上上善道更加重要，但卻無法找出決定性的證據。
目前，鈦星人並沒有衍生出靈能者，所以對於超越其存在的非物質世界一無所知。他們對非物質世界的危險並不知曉，之所以才會在「美杜沙V行星」（Medusa V）上研究「亞空間技術」（warp）。但是研究得出了這樣的結論：「亞空間技術在上上善道（The Greater Good）面前簡直不值一提，最好還是留給那些從那個駭人的領域無法自拔的有勇無謀的種族吧！」這就意味著鈦星帝國不會發展到擁有完全的亞空間技術那麼強大，即使繼續擴展也不會擴張到那般被人懼怕的地步。鈦星人靈能素質的弱勢帶來的一個意外好處是渾沌邪神難以向他們施加影響，使他們幾乎沒有受渾沌勢力腐化產生叛徒的問題。

## 戰棋遊戲中的鈦星人
在戰棋遊戲《戰鎚40000》裡鈦星人是一個較新的種族，最先在2001年10月釋出。和其他從《戰鎚》發展出來的種族不同，鈦星人（還有泰倫蟲族）只出現在《戰鎚40000》中，並不是《戰鎚》種族的類比，不過他們多數的戰鬥教條根基於木精靈和矮人。鈦星人的戰鬥思想注重於遠程戰鬥，不把近距離戰鬥當一回事。但是這並不表示他們完全沒辦法進行近戰，克魯特傭兵可以負責鈦星軍隊的近戰任務。鈦星人的火力在遠戰的情景下才能完全發揮出來，多數的鈦星武器有很長的射程，因此他們可以在敵方可以開火以前就削弱他們。以磁軌砲為例，這種長程的高殺傷力武器只要命中就幾乎可以消滅任何目標。他們的戰鬥服部隊（Battlesuit，某種穿著動力裝甲的步兵）有良好的機動性，可以在對敵人傾瀉強大火力以後躲回掩體後面。
根據當初的首席設計師安迪‧錢伯斯所言，鈦星人是有意地設計成「利他主義且理想主義的，全心全意相信大一統是未來的路。」葛拉漢‧麥克尼爾（Graham McNeill）設定了大部分的背景資料，他設定了錢伯斯所謂「他們驕傲、沈默但堅定的特質發展成了有點可愛的樣子，儘管那對宇宙而言是有點天真的添加物」的鈦星人。

### 模型設計
鈦星人的模型設計是要來展現高科技科幻和機器人概念，這導致他們雀屏中選成為新的種族。鈦星人高科技的概念反映在沒有外部接線還有模型與武器的一體性上；這些部件被設計成內建式的而非外露的零件。根據傑斯‧古德溫（Jes Goodwin）所言，鈦星人步兵的模型隱晦地參考了中國步兵和日本的武士。戰鬥服與載具參考日本動畫風格的外部裝甲服（exo-suits），同時也像是星際戰士無畏機甲的輕量版，更輕更快而且有著光滑的造形。鈦星人的載具都是「懸浮載具」（Skimmers），設計摘要說明了鈦星坦克有著比神靈族反重力坦克更重、更堅固的樣貌，儘管不像其他軍隊的重裝載具，好比歐克蠻人或混沌星際戰士的那樣堅實。